# Кашкаракка
Кашкаракка — река в России, протекает по территории Ловозерского района Мурманской области. Впадает в губу Глубокую Белого моря. Длина реки — 16 км, площадь водосборного бассейна — 60,1 км².

## Данные водного реестра
По данным государственного водного реестра России относится к Баренцево-Беломорскому бассейновому округу, водохозяйственный участок реки — реки бассейна Белого моря от западной границы бассейна реки Иоканга (мыс Святой Нос) до восточной границы бассейна реки Нива, без реки Поной. Речной бассейн реки — бассейны рек Кольского полуострова и Карелии, впадает в Белое море.